# Старый Киев

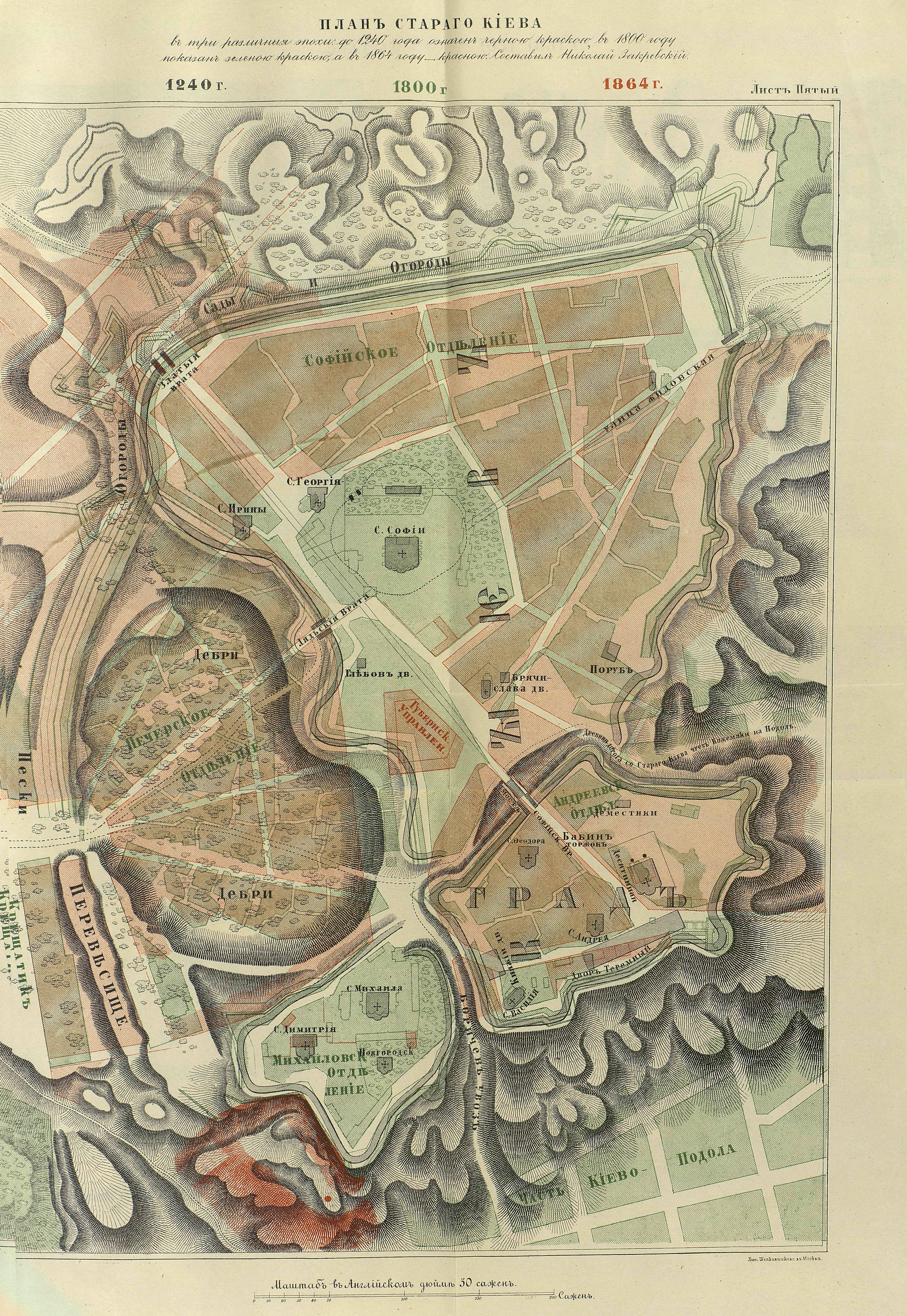
План старого Киева. Н. В. Закревский «Описание Киева.» — Москва, 1868. Т. 2.

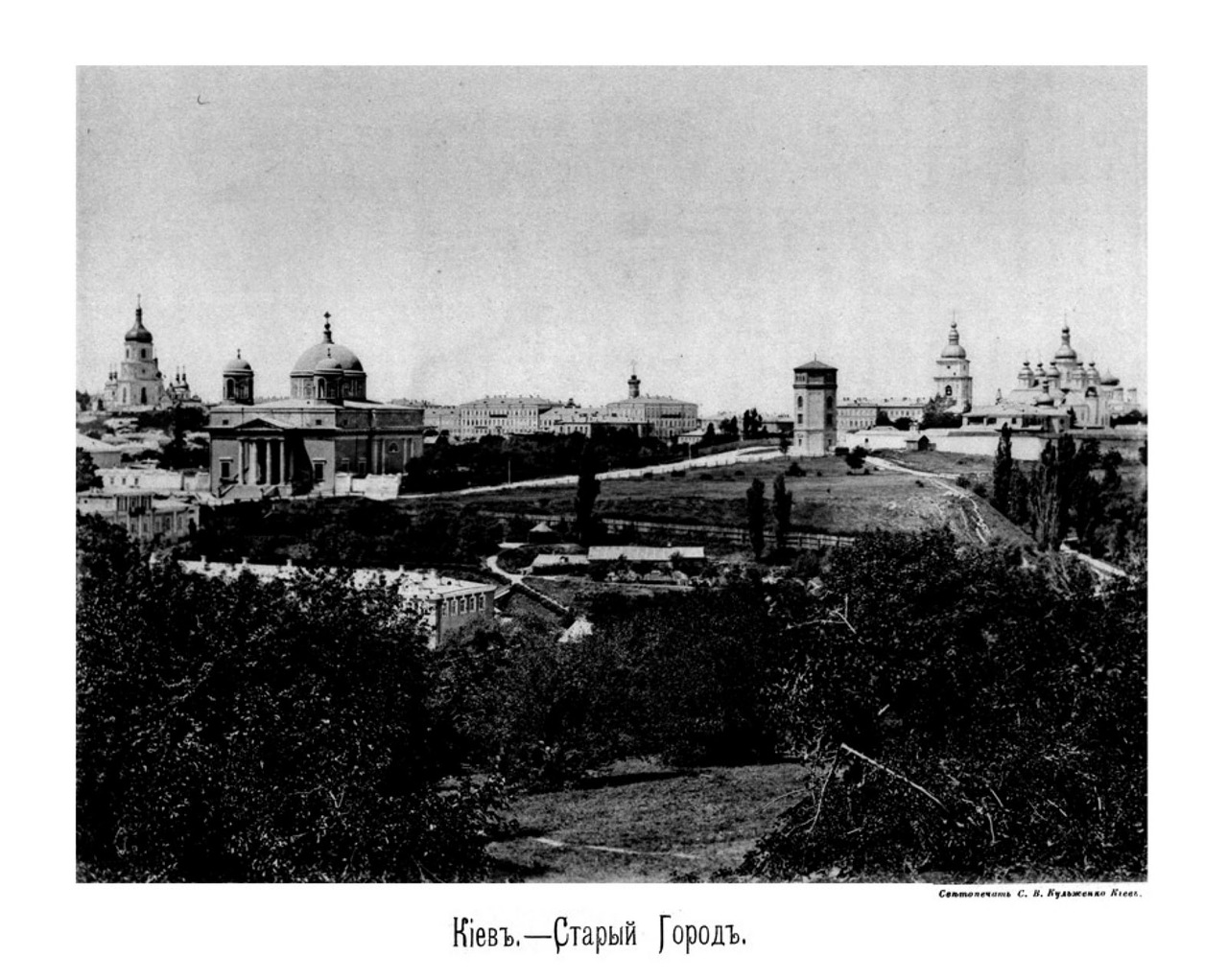
Панорама старого Киева в 1888 году

Ста́рый Киев (Старо-Киевская часть, Старый Город, Старокиевская часть в исторических источниках Верхний город; укр. Старе місто, Верхнє місто) — историческая местность в центре Киева, которая административно-территориально принадлежит к современному Шевченковскому району.
Старо-Киевская часть имеет ориентировочные границы — Андреевская церковь, Владимирская горка, Площадь Независимости, Золотые ворота, Львовская площадь. Главные площади и улицы — Софийская и Михайловская площади, улицы Владимирская, Большая Житомирская, Ярославов Вал. Включает в себя летописные град Ярослава, град Владимира.
Именно на территории «Старого Киева» была построена первая каменная церковь Руси — Десятинная церковь (конец X века), тут ещё со времён Киевской Руси возникает первая школа и первая школа для девушек. Поблизости от Андреевской церкви находятся несколько княжеских дворцов. В город вели несколько дорог через ворота каменной ограды: Лядские, Западные, Золотые (руины сохранились), Софийские. Существовал въезд со стороны Подола. В материалах курганного некрополя, возникшего в Верхнем городе появляются новые формы погребального обряда, подчёркивающие высокий статус умерших (высокие курганные насыпи, погребения в камерах), появляются новые влияния в вещевом комплексе (скандинавские, венгерские, «восточные»), маркирующие формирование «дружинной моды». После разгрома Гнёздова в середине X века, в погребениях Верхнего Киева начинают появляться относительно поздние типы каролингских мечей JP X, Y, N и V, а также женские и мужские украшения, орнаментированные в стилях Стиль Борре, Стиль Еллинг и клада из Хиддензе (ок. XI века).
Территория разрушена в 1240 году во время монгольского нашествия. В то время и позже большинство каменных храмов, монастырей и построек крепости-города было уничтожено татаро-монголами, крымскими татарами, поляками, литовцами и запорожскими казаками.
В XVII веке на территории «Старого Киева» возникают слободки, где проживают стрельцы, городовые казаки и солдаты, подчиняющиеся московскому царю.
В 1830—1850-е годы местность подвергается перепланировке, проводятся археологические исследования, которые дают возможность открыть остатки Золотых ворот, Ирининской церкви, сооружаются оборонительные сооружения Киевской крепости. С того времени сюда переносятся управленческий и деловой центр губернского Киева. 1 июля 1894 года электрический трамвай соединяет Думскую площадь (нынешнюю Площадь Независимости) и Сенную площадь (теперь Львовская) по Большой Житомирской улице. В 1905 году открывается Фуникулёр, связывающий Подол со «Старым городом».
На территории Старо-Киевской части сохранились памятники, которые являются жемчужинами культурного и духовного наследства Киева и всей Руси: Софийский собор (приблизительно 1017—1032 годы) и сооружения бывшего Софийского монастыря (конец XVII — середина XVIII столетия), руины Золотых ворот, Михайловский Златоверхий собор (XII столетие, восстановлен в 1997—2001 годах), Андреевская церковь (середина XVIII столетия). Сохранились многочисленные постройки середины XIX — первой половины XX столетий. В 1930-е годы существовали проекты коренной перестройки этого района, однако они реализованы не были (однако уничтожены были Михайловский Златоверхий собор, Трёхсвятительская, Георгиевская и Десятинная церкви).
В наше время этот район — деловой центр города, туристический центр. Тут действуют Софийский музей-заповедник, Музей духовного наследства (экспонируются иконы, начиная с XIV столетия). Территория поблизости от Андреевской церкви объявлена заповедной.